# Okres Wolsztyn
Okres Wolsztyn (polsky Powiat wolsztyński) je okres v polském Velkopolském vojvodství. Rozlohu má 680,03 km² a v roce 2019 zde žilo 57 446 obyvatel. Sídlem správy okresu je město Wolsztyn.

## Gminy
Městsko-vesnická:
- Wolsztyn

Vesnické:
- Przemęt
- Siedlec

## Město
- Wolsztyn

## Sousední okresy
| Růžice kompasu | Świebodzin   | Nowy Tomyśl    | Grodzisk Wielkopolski | Růžice kompasu |
| Růžice kompasu | Zielona Góra | Sever          | Kościan               | Růžice kompasu |
| Růžice kompasu | Zielona Góra | Okres Wolsztyn | Kościan               | Růžice kompasu |
| Růžice kompasu | Zielona Góra | Jih            | Kościan               | Růžice kompasu |
| Růžice kompasu | Nowa Sól     | Wschowa        | Leszno                | Růžice kompasu |